# Matthew Bellamy
Matthew James Bellamy, detto Matt (Cambridge, 9 giugno 1978), è un cantautore, polistrumentista e compositore britannico, frontman del gruppo musicale Muse.
Il suo stile vocale è caratterizzato da un frequente utilizzo del falsetto. Il 31 dicembre 2009 fu nominato dalla rivista inglese Total Guitar "chitarrista del decennio", annoverando diversi pareri di altri chitarristi tra i quali Grant Nicholas, leader dei Feeder, ed elencando una lista di ragioni tra le quali il miglior album di debutto per un giovane artista con Showbiz (1999). Il 28 febbraio 2012 vinse agli NME Awards il premio Hero of the Year e nello stesso anno viene eletto, dopo un sondaggio indetto dalla radio britannica XFM, come quinto più grande frontman della storia.

## Biografia

### Primi anni
Nasce a Cambridge da madre di Belfast (Irlanda del Nord) e padre scozzese. Nel 1970 la madre Marilyn si trasferì in Inghilterra dove conobbe George Bellamy, famoso negli anni sessanta e settanta per essere stato il chitarrista ritmico del gruppo musicale strumentale The Tornados, il cui singolo Telstar (1962) fu la prima canzone inglese a raggiungere la vetta nelle classifiche negli Stati Uniti.
La famiglia si trasferì successivamente a Teignmouth, nel Devon, dove Matthew, spinto dal padre, all'età di dieci anni cominciò a studiare pianoforte. Quando ebbe quattordici anni, i genitori divorziarono e Matthew venne mandato a vivere con i nonni. In quegli anni cominciò ad avvicinarsi anche alla chitarra e iniziò a suonare in diversi gruppi scolastici fino all'incontro con Dominic Howard e con Chris Wolstenholme con i quali fondò un gruppo chiamato inizialmente Gothic Plague e successivamente Rocket Baby Dolls.
Per dieci anni è stato fidanzato con la psicologa italiana Gaia Polloni. Il 9 luglio 2011 Bellamy è diventato padre di un bambino di nome Bingham "Bing" Hawn Bellamy dato alla luce dalla sua compagna, l'attrice statunitense Kate Hudson, dalla quale si è separato nel dicembre 2014. Dal febbraio 2015 è impegnato con l'attrice e modella statunitense Elle Evans, la quale ha preso parte nel video del singolo Mercy.

### Muse

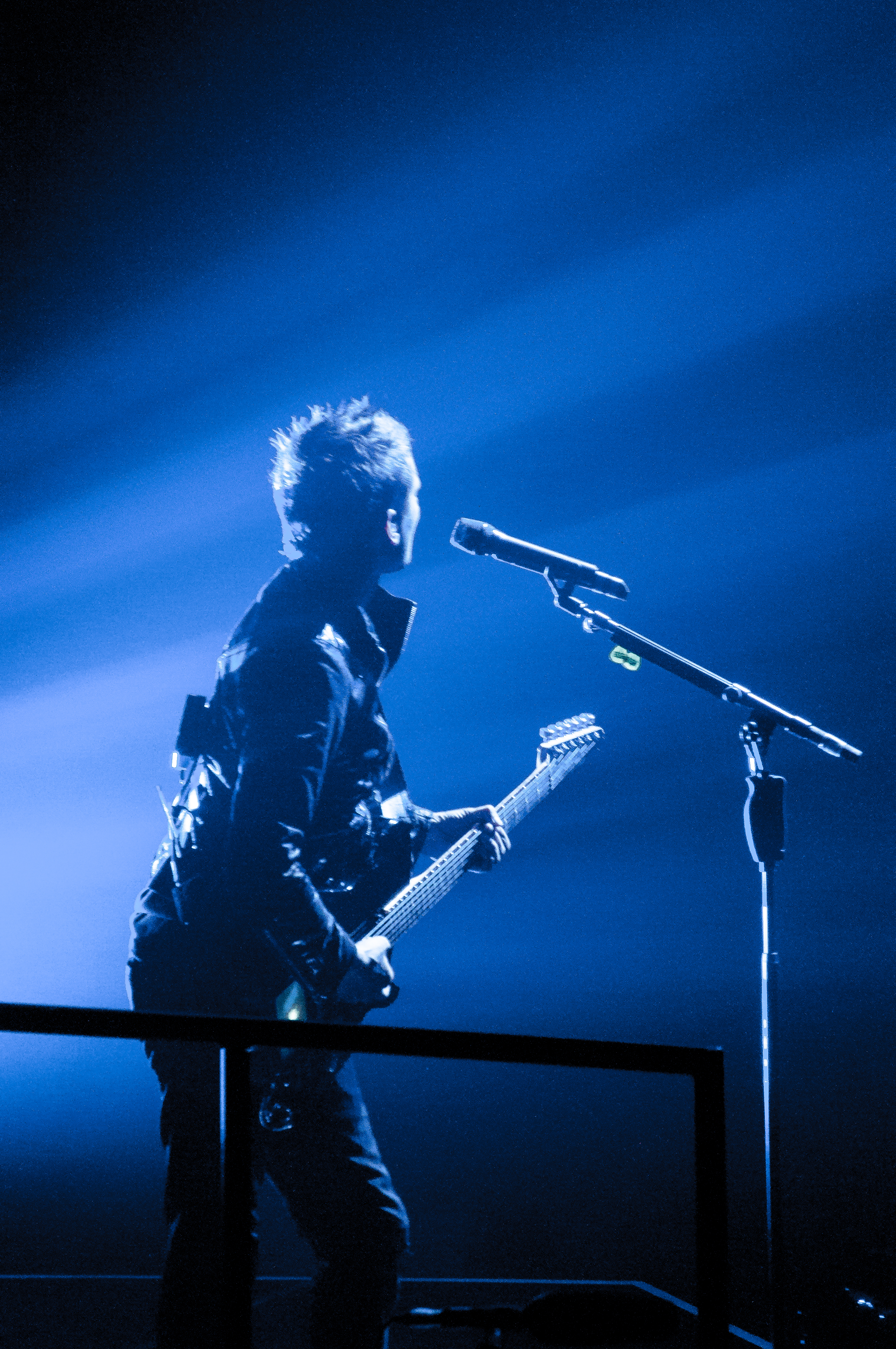
Matthew Bellamy a Toronto nel 2012

Nel 1994 i Rocket Baby Dolls parteciparono ad una competizione per gruppi musicali locali dove presentano pezzi rock rispetto alla corrente pop degli altri partecipanti. Sicuro di non assicurarsi la vittoria per le loro diverse idee musicali, Matthew decise di stupire il pubblico presentandosi sul palco con un pesante trucco e mantenendo un atteggiamento violento ed aggressivo, arrivando a distruggere il palco dopo l'esibizione. Il suo comportamento convinse la giuria che fece aggiudicare ai Rocket Baby Dolls il primo premio; da quel momento si consolidò il rapporto con gli altri due membri del gruppo. I tre amici decisero di cambiare il loro nome definitivamente in Muse. Spesso condizionato dal fervore politico mondiale e dalle teorie complottiste, Bellamy riporta spesso i propri pensieri riguardanti il mondo e il futuro dell'umanità nei testi delle canzoni, lasciando come esercizio al lettore l'interpretazione di queste ipotesi, che vengono spesso portate a scherzosi estremi nelle interviste che rilascerà dopo la pubblicazione di Origin of Symmetry.
Nel 1995 il produttore e DJ Dennis Smith assistette ad un concerto che il gruppo tenne in Cornovaglia e rimase colpito dal talento che Bellamy dimostrò sul palco nonostante non avesse ancora vent'anni. Due anni dopo decise di dedicare del tempo al gruppo concedendogli il suo studio di registrazione, mettendoli prima sotto contratto con la Dangerous Records (con la quale pubblicarono l'EP omonimo e Muscle Museum EP) e successivamente con la Taste Media.
Nel 2006 il gruppo fondò la propria etichetta discografica, la Helium-3, mentre nel 2009 allestirono presso la residenza di Bellamy situata sul Lago di Como uno studio di registrazione denominato "Studio Bellini" ed utilizzato per la registrazione del quinto album in studio The Resistance. Lo studio prende il nome dal compositore siciliano dell'Ottocento Vincenzo Bellini, in passato proprietario dell'abitazione dove ora risiede Bellamy.

### Attività da solista
Parallelamente ai Muse, Bellamy è attivo anche come artista solista. Nel 2009 ha composto il tema musicale orchestrale dei titoli di coda del film del 2009 The International diretto dal regista tedesco Tom Tykwer che vede come protagonisti Clive Owen e Naomi Watts. Dieci anni più tardi ha composto il brano Pray (High Valyrian) per la colonna sonora For the Throne della serie televisiva Il Trono di Spade; tale brano è stato inoltre eseguito dal vivo durante i concerti del Simulation Theory World Tour dei Muse.
L'8 maggio 2020 Bellamy ha pubblicato il singolo di debutto Tomorrow's World, scritto durante il lockdown imposto a causa della pandemia di COVID-19. Il 26 giugno è stata la volta di Unintended (Acoustic Version), rifacimento dell'omonimo singolo dei Muse del 2000, mentre il 28 agosto è stato presentato Behold, the Glove, singolo tratto dal film Muse - Simulation Theory.

## Stile

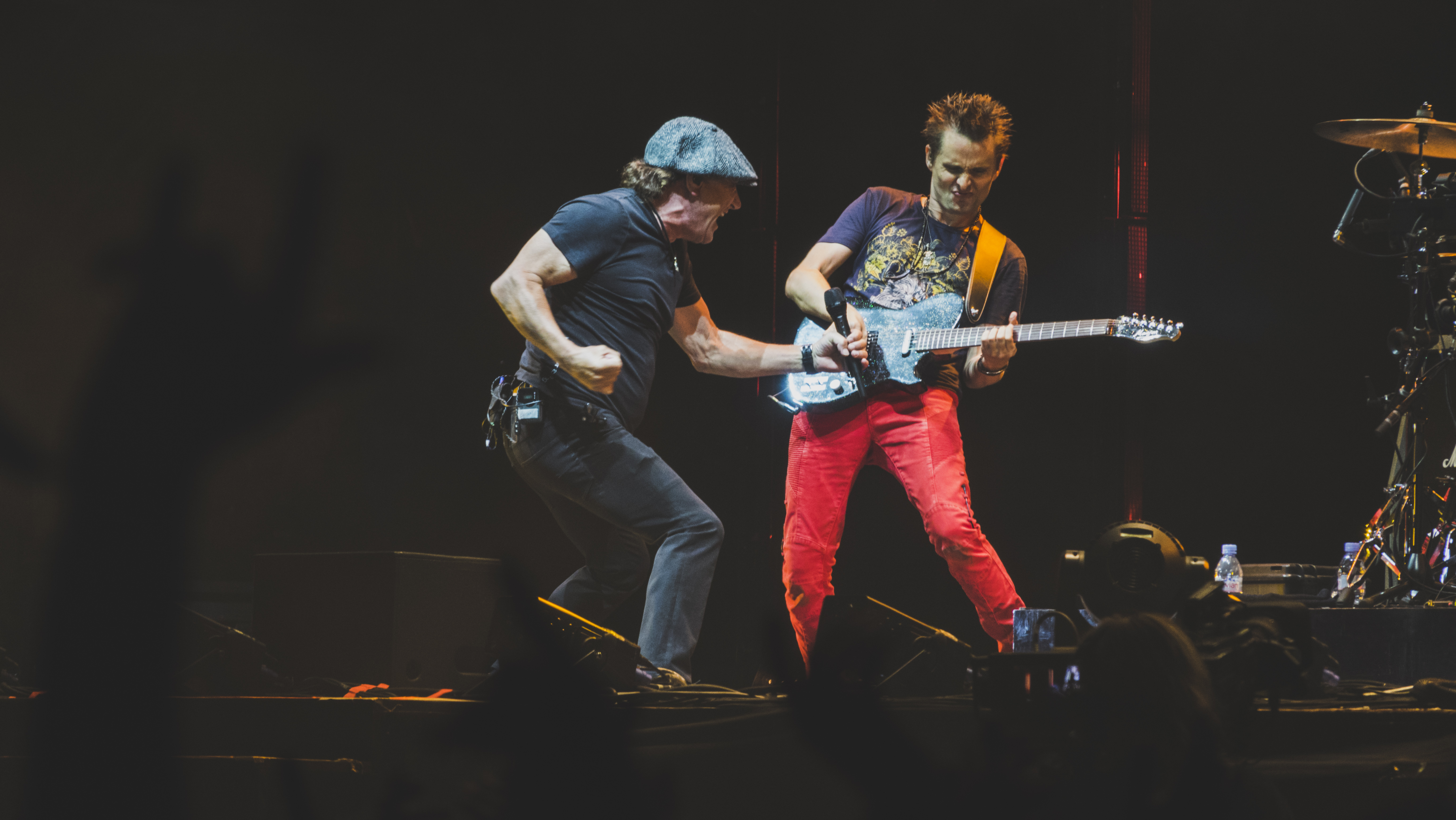
Bellamy con Brian Johnson durante il concerto dei Muse al Reading Festival 2017

Bellamy è solito avvalersi del falsetto: durante uno dei primi tour con la band, dovette fermarsi per un paio di settimane a causa di un'impostazione canora non particolarmente curata che gli aveva causato un restringimento della laringe e, durante le visite mediche, i dottori asserirono di non avere mai visto delle corde vocali così femminee in una laringe maschile. All'inizio della sua carriera il suo tono di canto gli causava spesso una forte inibizione, cosa che lo faceva sforzare a cantare con un tono più basso. Bellamy è inoltre noto per l'atteggiamento irruente e distruttivo sul palco durante le performance dal vivo: in un concerto dei Muse spaccò inavvertitamente il sopracciglio di Dominic Howard lanciandogli addosso la propria chitarra, che sarebbe dovuta finire (come spesso accadeva) sullo strumento del batterista; il 9 aprile 2004 i Muse si esibirono all'Atlanta Cotton Club della città omonima e, durante l'esecuzione del brano Citizen Erased, Bellamy si infortunò al volto con la sua chitarra a sette corde "Seven String Manson" rompendosi un incisivo con una chiave del manico durante un salto.

## Pensiero politico
Bellamy espresse pubblicamente il proprio fascino per il Georgismo; Molte sue canzoni, come Assassin o Uprising, mostrano una visione rivoluzionaria e in un'intervista con la rivista Q Bellamy affermò di essere un libertario ma di auspicare una Costituzione per il Regno Unito in grado di limitare il potere del Governo. Bellamy inoltre affermò in un'intervista alla televisione tedesca 3sat di essere stato influenzato politicamente dalla lettura di Confessioni di un sicario dell'economia di John Perkins e di essere convinto che i lobbisti influenzino il sistema politico.

## Discografia

### Da solista
Album in studio
- 2021 – Cryosleep

Singoli
- 2020 – Tomorrow's World
- 2020 – Unintended (Acoustic Version)
- 2020 – Behold, the Glove
- 2020 – Simulation Theory Theme
- 2020 – Bridge over Troubled Water

### Con i Muse
- 1999 – Showbiz
- 2001 – Origin of Symmetry
- 2003 – Absolution
- 2006 – Black Holes & Revelations
- 2009 – The Resistance
- 2012 – The 2nd Law
- 2015 – Drones
- 2018 – Simulation Theory
- 2022 – Will of the People

### Con i The Jaded Hearts Club
- 2020 – Live at the 100 Club (live)
- 2020 – You've Always Been Here